# El supersabio
El supersabio es una película de comedia y ciencia ficción mexicana de 1948 dirigida por Miguel M. Delgado y protagonizada por Mario Moreno "Cantinflas", Perla Aguiar, Aurora Walker y Carmen Novelty.

## Argumento
La ambiciosa familia Montes tiene al científico Arquímedes Monteagudo (Carlos Martínez Baena) y su asistente Cantinflas (Cantinflas) alojados en su casa. El profesor está a punto de hacer un gran descubrimiento: extraer del agua de mar los componentes de un combustible que reemplazaría a la gasolina, llamado carburex. Cantinflas a su vez quiere descubrir un compuesto que permita prolongar la longevidad de las rosas.
Si el profesor Monteagudo logra su misión, la Petroleum Trust Corporation iría a la bancarrota, por lo que la compañía tiene un espía dentro de la familia Montes, Octavio (Alejandro Cobo), que sirve como mayordomo. Asimismo, el doctor Inocencio Violante (José Pidal), un científico fraudulento, también quiere la fórmula. La periodista Marisa Miranda (Perla Aguiar) se hace pasar como enfermera para tratar de entrevistar al profesor y logra acceder a Cantinflas, quien le permite pasar la noche en su habitación, mientras él duerme en otro lugar.
Esa misma noche, el profesor logra la fórmula deseada por Cantinflas, y entra silenciosamente en la habitación de su asistente para dejar la flor y el mensaje: «Tu sueño hecho realidad», que Marisa cree que es una cortesía de Cantinflas. El maestro escribe en su diario sobre el hallazgo de la fórmula, pero no logra terminar su anotación, pues le sobreviene la muerte.
La familia descubre en la agenda del profesor la anotación sobre la fórmula para las rosas, y cree que Cantinflas tiene la fórmula del carburex. De ese modo, por indiferencia, evitan que se vaya. Pepe Montes (Alfredo Varela "Varelita"), cómplice del doctor Violante, lleva Cantinflas a Violante, pero, tratando de esconderlo de todos los interesados en el carburex, lo introduce a la sala de recepción del periódico donde Marisa trabaja. Allí, algunos periodistas se burlan de él y de la supuesta fórmula, por lo que Cantinflas, cansado de las burlas, se jacta de que tiene la codiciada fórmula.
Violante logra encontrarlo y convencerlo de que termine la investigación por él, a pesar de que Cantinflas niega poseer la fórmula. Violante pacta con la Petroleum para venderles la fórmula, pero, sabiendo dónde ha caído, Cantinflas huye. Se las arregla para localizar la dirección de Marisa, quien lo recibe. Sin embargo, Cantinflas, preso del miedo, huye de allí también debido a su propia confusión, porque cree que dos «agentes» de la Petroleum (que en realidad son plomeros) lo matarán. La opinión pública se da cuenta de los acontecimientos y una multitud se reúne en las cercanías de la compañía gritando consignas contra la misma. Cantinflas, disfrazado con una barba falsa, participa en la manifestación, pero solo logra enardecer a la turba, que casi lo mata.
Cantinflas es llevado a las oficinas de la compañía, donde lo persuaden para que niegue que posee la fórmula de carburex, mientras que, sin darse cuenta Cantinflas, introducen en su bolsillo un cheque por un millón de pesos. La familia Montes demanda a Cantinflas, argumentando que tiene la fórmula, y lo llevan a prisión. Durante el juicio, cuando se interroga a Cantinflas, menciona las rosas que le pidió a Violante por sus experimentos durante su breve estadía a su servicio. Al escuchar esto, Marisa comprende la realidad, y rápidamente abandona la corte en busca de la nota y las rosas que aún posee. Llega a tiempo para mostrar como prueba la rosa, que, después de un mes, aún conserva su lozanía y fragancia. El juez percibe la realidad y le pide al jurado que delibere, después de lo cual se dicta el veredicto de inocente.

## Reparto
- Mario Moreno como Cantinflas
- Perla Aguiar como Marisa Miranda
- Carlos Martínez Baena como Profesor Arquímedes Monteagudo
- Alejandro Cobo como Octavio
- Aurora Walker  como Angélica Montes
- Alfredo Varela "Varelita" como Pepe Montes
- José Pidal como Doctor Inocencio Violante
- Eduardo Casado como Presidente del directorio de petróleo
- Francisco Jambrina como Fiscal
- Pepe Martínez como Lic. Remigio Paredes
- Felipe Montoya como Señor Humberto Moya
- Rafael Icardo como Agustín Montes
- Carmen Novelty como Hija de Angélica Montes
- Armando Arriola como Ayudante de El Rosca
- Jorge Treviño como El Rosca
- José Ortiz de Zárate como Juez
- Julio Ahuet como Detective (no acreditado)
- Julio Daneri como Miembro en directivo de petróleo (no acreditado)
- Julián de Meriche como Italiano en directivo de petróleo (no acreditado)
- Lupe del Castillo como Portera (no acreditada)
- Pedro Elviro como Empleado de la corte (no acreditado)
- Edmundo Espino como Doctor (no acreditado)
- Enrique García Álvarez como Señor director (no acreditado)
- Leonor Gómez como Mujer en turba (no acreditada)
- Miguel Manzano como Reportero (no acreditado)
- Paco Martínez como Profesor (no acreditado)
- Héctor Mateos como Miembro en directivo de petróleo (no acreditado)
- Kika Meyer como Espectadora en la corte (no acreditada)
- José Muñoz como Plomero (no acreditado)
- Roberto Y. Palacios como Plomero (no acreditado)
- Manuel Noriega como Profesor (no acreditado)
- José Pardavé como Fotógrafo (no acreditado)
- Remigio Paredes como Invitado (no acreditado)
- Luis Manuel Pelayo como Reportero (no acreditado)
- Ignacio Peón como Miembro del jurado (no acreditado)
- Francisco Reiguera como Profesor Peralta (no acreditado)
- Humberto Rodríguez como Velador (no acreditado)